# João Casimiro do Palatinado-Zweibrücken-Kleeburg
João Casimiro de Zweibrücken-Kleeburg (20 de abril de 1589 - 18 de junho de 1652) foi o filho do conde palatino João I, Duque de Zweibrücken e da sua esposa, a duquesa Madalena de Cleves. Foi também o fundador de um ramo de condes palatinos Wittelsbach frequentemente chamado de "linha sueca", já que dele nasceram três reis da Suécia, mas que é mais conhecida por linha Kleeburg.

## Biografia
Em 1591, o seu pai estipulou que, sendo um filho mais novo, João Casimiro receberia de apanágio o condado de Neukastell no Palatinado. Contudo, após a morte do seu pai em 1604, o seu irmão mais velho, conde palatino João II do Palatinado-Zweibrücken, preferiu assinar um compromisso com João Casimiro onde este recebia apenas o castelo de Neukastell juntamente com um rendimento anual de três mil florins de receitas da corte. De forma semelhante, o outro irmão mais velho de João Casimiro, Frederico Casimiro, recebeu o castelo de Landsberg com os pequenos territórios que o rodeavam, em vez de todo o apanágio de Landsberg que lhe tinha sido deixado em testamento pelo pai.
A 11 de junho de 1615, Casimiro casou-se com a princesa Catarina da Suécia e o filho de ambos acabaria por se tornar rei da Suécia.

## Descendência
João Casimiro teve oito filhos do seu casamento com Catarina da Suécia:
1. Cristina Madalena de Zweibrücken-Kleeburg (27 de maio de 1616 - 4 de agosto de 1662), casada com o marquês Frederico VI de Baden-Durlach; com descendência.
2. Carlos Frederico de Zweibrücken-Kleeburg (13 de julho de 1618 - 11 de maio de 1619), morreu com nove meses de idade.
3. Isabel Amália de Zweibrücken-Kleeburg (11 de setembro de 1619 - 2 de julho de 1628), morreu aos oito anos de idade.
4. Carlos X da Suécia (18 de novembro de 1622 - 23 de fevereiro de 1660), rei da Suécia de 1654 até à sua morte; casado com a duquesa Edviges Leonor de Holsácia-Gottorp; com descendência.
5. Maria Eufrosina de Zweibrücken-Kleeburg (14 de fevereiro de 1625 - 24 de outubro de 1687), casada com o conde Magnus Gabriel De la Gardie; com descendência.
6. Leonor Catarina do Palatinado-Zweibrücken-Kleeburg (27 de maio de 1626 - 13 de março de 1692), casada com o conde Frederico de Hesse-Eschwege; com descendência.
7. Adolfo João I do Palatinado-Kleeburg (11 de outubro de 1629 - 14 de outubro de 1689), casado primeiro com a condessa Isabel de Wisingsborg; com descendência. Casado depois com a condessa Elsa Isabel de Wisingsborg; com descendência.
8. João Gustavo de Zweibrücken-Kleeburg (nascido e morto em 1630)

## Genealogia
| João Casimiro do Palatinado-Zweibrücken-Kleeburg | Pai: João I do Palatinado-Zweibrücken | Avô paterno: Wolfgang do Palatinado-Zweibrücken | Bisavô paterno: Luís II do Palatinado-Zweibrücken            |
| João Casimiro do Palatinado-Zweibrücken-Kleeburg | Pai: João I do Palatinado-Zweibrücken | Avô paterno: Wolfgang do Palatinado-Zweibrücken | Bisavó paterna: Isabel de Hesse                              |
| João Casimiro do Palatinado-Zweibrücken-Kleeburg | Pai: João I do Palatinado-Zweibrücken | Avó paterna: Ana de Hesse                       | Bisavô paterno: Filipe I de Hesse                            |
| João Casimiro do Palatinado-Zweibrücken-Kleeburg | Pai: João I do Palatinado-Zweibrücken | Avó paterna: Ana de Hesse                       | Bisavó paterna: Cristina da Saxónia                          |
| João Casimiro do Palatinado-Zweibrücken-Kleeburg | Mãe: Madalena de Cleves               | Avô materno: Guilherme de Jülich-Cleves-Berg    | Bisavô materno: João III de Cleves                           |
| João Casimiro do Palatinado-Zweibrücken-Kleeburg | Mãe: Madalena de Cleves               | Avô materno: Guilherme de Jülich-Cleves-Berg    | Bisavó materna: Maria de Jülich-Berg                         |
| João Casimiro do Palatinado-Zweibrücken-Kleeburg | Mãe: Madalena de Cleves               | Avó materna: Maria da Áustria                   | Bisavô materno: Fernando I, Sacro Imperador Romano-Germânico |
| João Casimiro do Palatinado-Zweibrücken-Kleeburg | Mãe: Madalena de Cleves               | Avó materna: Maria da Áustria                   | Bisavó materna: Ana Jagelão                                  |